# Tetraloniella cressoniana
Tetraloniella cressoniana är en biart som först beskrevs av Cockerell 1905.  Tetraloniella cressoniana ingår i släktet Tetraloniella och familjen långtungebin. Inga underarter finns listade i Catalogue of Life.